# Prélude et fugue en la bémol majeur (BWV 886)
Le Clavier bien tempéré II
Pour un article plus général, voir Le Clavier bien tempéré.
Le prélude et fugue en la-bémol majeur, BWV 886 est le dix-septième couple de préludes et fugues du second livre du Clavier bien tempéré  de Jean-Sébastien Bach, compilé de 1739 à 1744.
Le prélude, écrit pour le recueil vers 1741, est une pièce rêveuse. Il est associé à une des plus belles fugues (à quatre voix) des deux recueils et considérée comme parfaite. L'insistance d'un contre-sujet chromatique en fait presque une double-fugue.

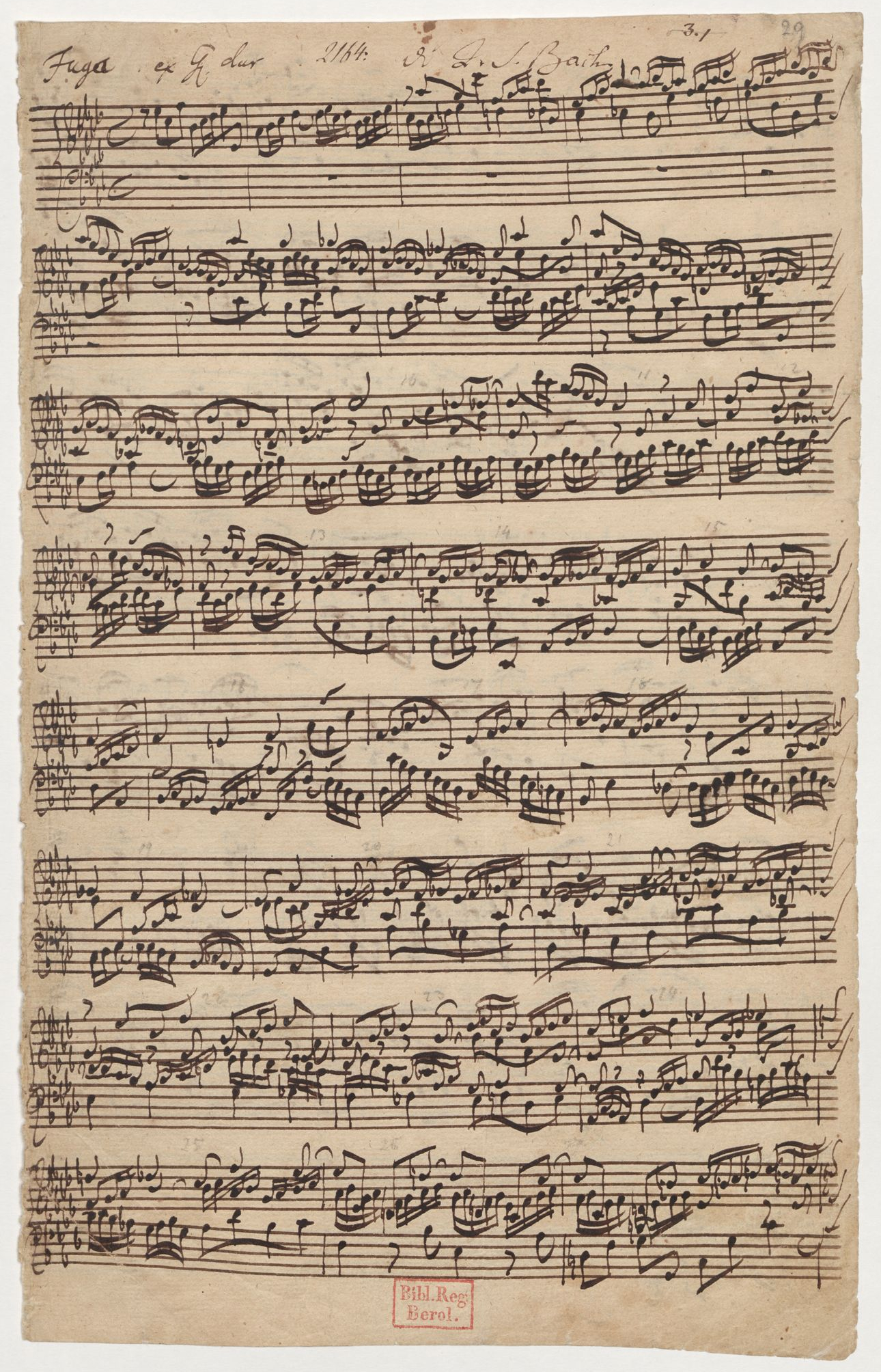
La première page de la fugue, autographe de Bach (Bibliothèque d'État de Berlin, manuscrit P 274).

## Prélude
Le prélude, noté 
, s'étend sur 77 mesures.
Le style du prélude évoque celui en fa-dièse majeur. Il est en forme sonate, avec une réexposition mesure 50 mais à la sous-dominante (et non à la tonique). L'alternance de tutti et de soli évoque un mouvement de concerto. La date de composition est proche de 1741 et figure donc dans les derniers préludes écrits pour le recueil.

## Fugue
La fugue, à quatre voix, est notée  et longue de 70 mesures.
Considérée comme l'une des plus belles fugues et des plus parfaites des deux recueils, la présence d'un instant contre-sujet chromatique la fait presque double-fugue.

Le sujet de la fugue est accompagné par deux contre-sujets très contrastés : un premier en noires chromatiques et le « second en ourlets » de doubles-croches. Le premier est combiné systématiquement avec le sujet (sauf mesures 16–17 et 32–33), ce qui autorise à considérer cette fugue comme une double-fugue, en tout comparable à quelques œuvres de jeunesse : Toccatas, cantate BWV 106. La Fantaisie et fugue en la mineur, BWV 904 est pourvu d'un contre-sujet entièrement chromatique, tout comme la Sinfonia en fa mineur, BWV 795.
Après l'exposition (mesures 1–9), Bach redonne les quatre entrées dans l’ordre basse, alto, ténor et soprano (respectivement mesures 13, 16, 18 et 22). Malgré la petite transformation tonale subie par le sujet (mesures 13–14), le contre-sujet (chromatique) est cependant le même. Ensuite la pièce explore les tonalités mineures (fa mineur, mi-bémol mineur, si-bémol mineur), revenant au ré-bémol majeur seulement mesure 37. À la quatrième entrée (mesure 41), réservée aux seuls ténor et basse, Bach conduit par la basse, à un climax dramatique interrompu sur un point d'orgue. La coda de quatre mesures, cache le sujet et le premier contre-sujet dans les voix intermédiaires ; et les deux dernières mesures sont à cinq voix et le dernier accord à six sons.

## Genèse

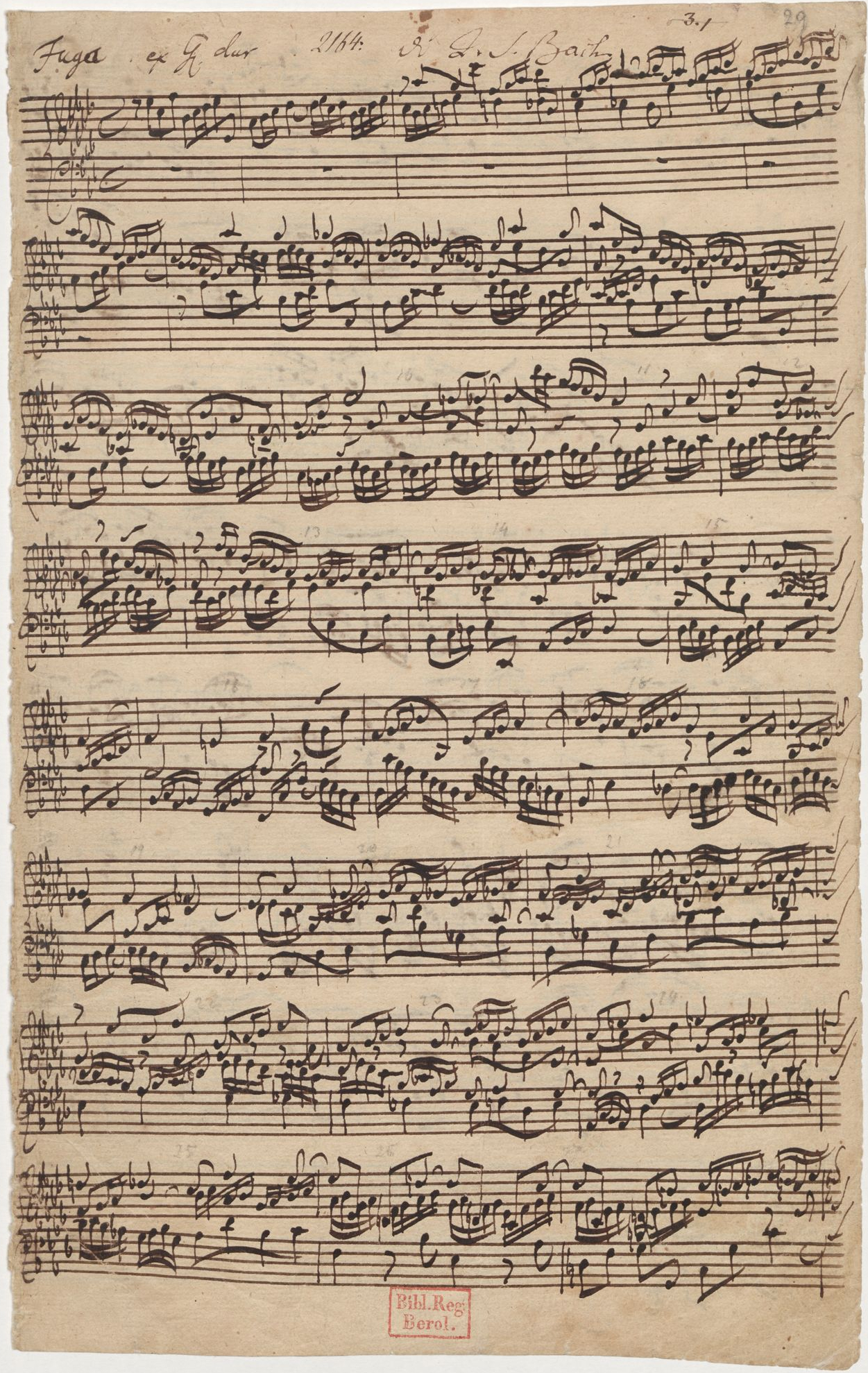
Manuscrit de Londres (Add. MS. 35 021) de la fugue (mesures 1–27).

Pour ce couple en la-bémol majeur, Bach fait se rejoindre une composition récente, le prélude — dont l'autographe est daté de 1741 — et une ancienne fugue qu'il développe. Celle-ci est d'une origine ancienne, datant des années 1720, apparaît dans une version en fa majeur en tant que Prélude et fugue BWV 901. Pour son intégration dans le Clavier, elle est « accompagné[e] d'une transformation en profondeur […] de sa structure et de son caractère » (Gilles Cantagrel) : il la transpose et lui ajoute au-delà de la mesure 22, un conséquent développement (36 mesures) la portant jusqu'à 50 mesures, sans nuire à l'homogénéité du style.
En raison de la transposition, c'est la seule pièce où la main droite est écrite en clé de sol, le reste du manuscrit est systématiquement en clé d'ut première ligne.

## Manuscrits
Les manuscrits considérés comme les plus importants sont de la main de Bach lui-même ou d'Anna Magdalena. Ils sont :
- source « A », British Library Londres (Add. MS. 35 021)[12], compilé dans les années 1739–1742[13]. Comprend 21 paires de préludes et fugues : il manque  ut  mineur, ré majeur et fa mineur (4, 5 et 12), perdues[13] ;
- source « B », Bibliothèque d'État de Berlin (P 430), copie datée de 1744, de Johann Christoph Altnikol[14].
- Pour la fughetta originale : manuscrit P 1089 datant de 1729 environ, copie de Johann Caspar Vogler.

## Postérité
Emmanuel Alois Förster (1748–1823) a réalisé un arrangement pour quatuor à cordes de la fugue, interprété notamment par le Quatuor Emerson.
Théodore Dubois en a réalisé une version pour piano à quatre mains, publiée en 1914.